# Râul Valea Popii, Ghimbav
Râul Valea Popii este un curs de apă, afluent al râului Ghimbav. 